# 低成就學生
低成就學生（英語：Underachieving Students），指學業表現顯著低於其潛在能力或預期水平的學生，強調「成就」與「能力」之間的落差，而非單純的學業成績低下。此現象常見於基礎教育階段，是教育心理學與教學實踐中的重點研究課題。

## 特徵
低成就學生通常表現出以下特徵：
1. 能力與成績不符：標準化智力測驗或潛能評估顯示其能力高於實際學業表現。
2. 學習動機低落：對學業缺乏興趣，可能伴隨逃避學習任務或拖延行為。
3. 消極自我概念：對自身學術能力抱持負面評價，如「再努力也沒用」等信念。
4. 非學科領域表現突出：部分學生在藝術、運動或社交活動中展現高度投入與成就。

## 與學習障礙學生的區別
有別於低成就學生，學習障礙學生（Students with Learning Disabilities）為經縣市政府「鑑輔會」依《身心障礙及資賦優異學生鑑定辦法》審核通過之身心障礙學生，需接受特殊教育系統的個別化教學（如資源班介入）；低成就學生僅由學校依學業成績篩選，透過普通教育系統的學習扶助提供支援。